# Pacific Trash Vortex

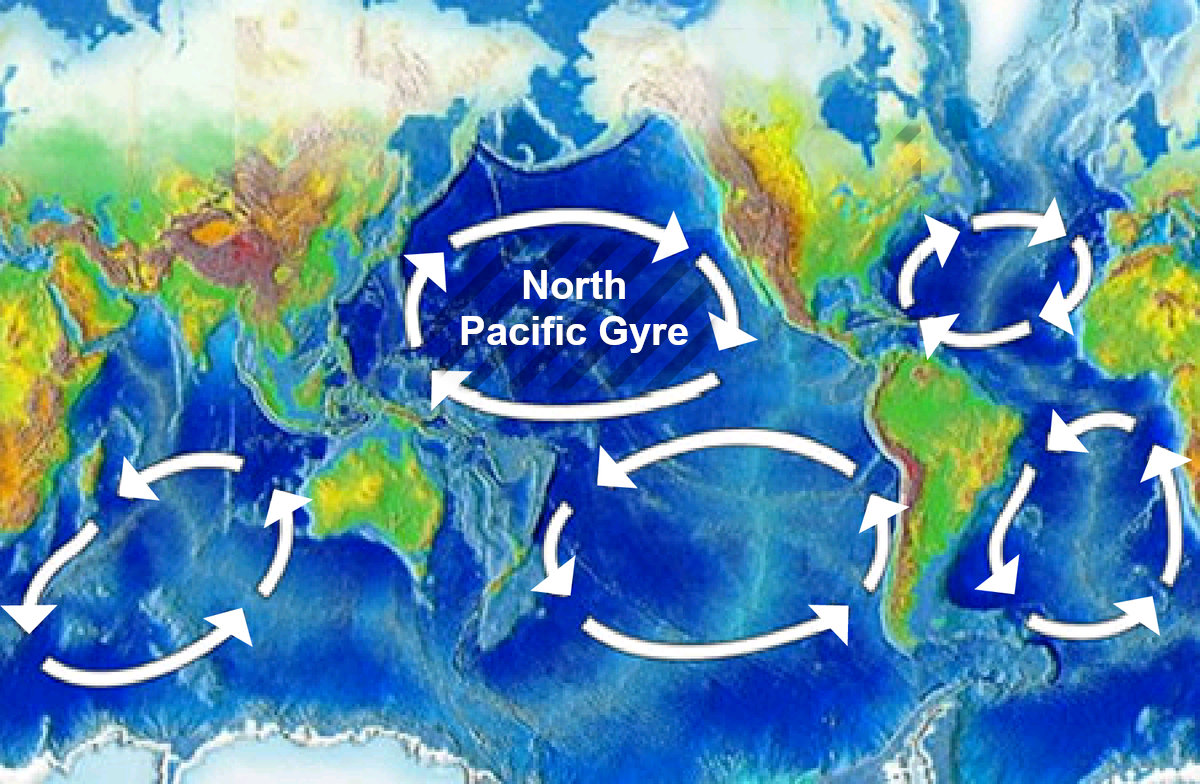
Dislocazione delle isole di immondizia negli oceani

Il Pacific trash vortex, noto anche come great Pacific trash patch, in italiano grande chiazza di immondizia del Pacifico, (o anche, del tutto impropriamente, isola di rifiuti plastici, o isola di plastica) è una regione di accumulo di rifiuti (in particolare di materiali plastici) galleggianti situata nell'Oceano Pacifico, approssimativamente fra il 135º e il 155º meridiano Ovest e fra il 35º e il 42º parallelo Nord.

## Estensione
Poiché non si tratta di un'isola, ma di una regione dove i rifiuti tendono ad accumularsi, l'estensione del Pacific Trash Vortex dipende dalle scelte di chi la misura: le stime vanno da 700000 km² fino a più di 10 milioni di km² (cioè da un'area più grande della Penisola iberica a un'area più estesa della superficie degli Stati Uniti), ovvero tra lo 0,4% e il 5,6% della superficie dell'Oceano Pacifico.
Le valutazioni ottenute indipendentemente dall'Algalita Marine Research Foundation e dalla Marina degli Stati Uniti stimano l'ammontare complessivo dell'isola plastica dall'area in un totale di 3 milioni di tonnellate. L'oceanografo americano Charles Moore ritiene che l'area potrebbe contenere fino a 100 milioni di tonnellate di detriti..
Una chiazza di detriti galleggianti simile, con densità comparabili, è presente anche nell'Oceano Atlantico (è chiamata "North Atlantic garbage patch"). Molti animali come tartarughe e uccelli muoiono a causa dell'inquinamento da plastica, soprattutto a causa della sua ingestione che può provocare occlusioni o perforamento dell'apparato digestivo.

## Origine
L'accumulo si è formato a partire dagli anni 80, a causa dell'incessante inquinamento da parte dell'uomo e dall'azione della corrente oceanica chiamata Vortice subtropicale del Nord Pacifico (North Pacific Subtropical Gyre), dotata di un particolare movimento a spirale in senso orario, il centro di tale vortice è una regione relativamente stazionaria dell'Oceano Pacifico (ci si riferisce spesso a quest'area come la latitudine dei cavalli), che permette ai rifiuti galleggianti di aggregarsi fra di loro nei primi strati della superficie oceanica. Questo accumulo viene informalmente chiamato con diversi nomi, tra cui Isola orientale di Immondizia o Vortice di Pattume del Pacifico.

### Container delle navi cargo
Occasionalmente, improvvise tempeste provocano la caduta di interi container trasportati da navi cargo, il cui contenuto va non solo ad alimentare il North Pacific Gyre, ma va anche ad arenarsi su spiagge poste ai confini del PTV. La più famosa perdita di carico è avvenuta nel 1990, quando dalla nave Hansa Carrier sono caduti in mare ben 80 000 articoli, tra stivali e scarpe da ginnastica della Nike che, nei tre anni successivi, si sono arenati nelle spiagge degli stati della British Columbia, Washington, Oregon e Hawaii. Questo non è stato l'unico caso, nel 1992 sono caduti in mare decine di migliaia di giocattoli da vasca da bagno, mentre nel 1994 è stata la volta di attrezzature per hockey su ghiaccio. Questi eventi notevoli sono molto utili per determinare, da parte delle diverse istituzioni interessate, i flussi delle correnti oceaniche su scala globale.

### Maremoto giapponese del 2011

Una mappa delle correnti oceaniche

Il terremoto e maremoto del Tōhoku del 2011 ha colpito la costa orientale giapponese l'11 marzo 2011 ha provocato un enorme afflusso di detriti nell'oceano; questi galleggiando, spinti dalle correnti, si sono distribuiti nell'oceano Pacifico, raggiungendo anche la costa americana. Uno studio condotto nel luglio 2012 ha rivelato che parte dei detriti galleggianti si sono accumulati nel Pacific Trash Vortex accrescendolo fino ad una larghezza di 2 000 miglia; dei quali solo il 2% non è costituito da plastica.

## Scoperta

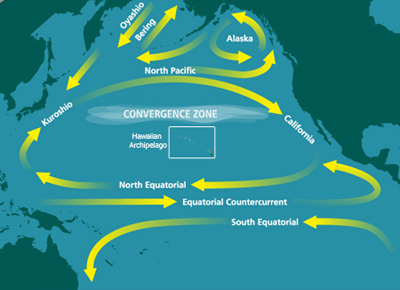
La Grande chiazza di immondizia si è formata nella zona di convergenza del Vortice subtropicale del Nordpacifico

L'esistenza della Grande chiazza di immondizia del Pacifico fu preconizzata in un documento pubblicato nel 1988 dalla National Oceanic and Atmospheric Administration (NOAA) degli Stati Uniti. Le predizioni erano basate su risultati ottenuti da diversi ricercatori con base in Alaska che, fra il 1985 e il 1988, misurarono le aggregazioni di materiali plastici nel nord dell'Oceano Pacifico.
Queste indagini trovarono elevate concentrazioni di detriti marini accumulati nelle regioni dominate dalle correnti marine. Basandosi su ricerche effettuate nel Mar del Giappone, i ricercatori ipotizzarono che condizioni similari dovessero verificarsi in altre porzioni dell'Oceano Pacifico, dove le correnti prevalenti favorivano lo sviluppo di masse d'acqua relativamente stabili. I ricercatori indicarono specificamente il Nord del Pacifico come zona di convergenza del Vortice subtropicale.
Per diversi anni alcuni ricercatori oceanici, tra cui Charles J. Moore, hanno investigato a fondo la diffusione e la concentrazione dei detriti plastici presenti nel Vortice subtropicale del Nord Pacifico; la concentrazione stimata della plastica è di 3,34×106 frammenti per km², con una media di 5,1 kg/km² raccolti utilizzando una rete a strascico rettangolare delle dimensioni di 0,9×0,15 m. A 10 m di profondità è stata individuata una concentrazione pari a poco meno della metà di quella in superficie, con detriti che consistono principalmente di monofilamenti, fibre di polimeri incrostati di plancton e diatomee.

## Ecologia
Mentre i rifiuti galleggianti di origine biologica sono spontaneamente sottoposti a biodegradazione, in questa zona oceanica si sta accumulando un'enorme quantità di materiali non biodegradabili come plastica e rottami marini. Anziché biodegradarsi, la plastica si fotodegrada, ovvero si disintegra in pezzi sempre più piccoli fino alle dimensioni dei polimeri che la compongono; nondimeno, questi ultimi restano plastica e la loro biodegradazione resta comunque molto difficile. La fotodegradazione della plastica può produrre inquinamento da PCB.
Il galleggiamento delle particelle plastiche, che hanno un comportamento idrostatico simile a quello del plancton, ne induce l'ingestione da parte degli animali planctofagi, e ciò causa l'introduzione di plastica nella catena alimentare. In alcuni campioni di acqua marina prelevati nel 2001, il rapporto tra la quantità di plastica e quella dello zooplancton, la vita animale dominante dell'area, era superiore a sei parti di plastica per ogni parte di zooplancton.
L'isola costituisce un nuovo ecosistema dove la plastica è colonizzata da circa mille tipi diversi di organismi eterotrofi, autotrofi, predatori e simbionti, tra cui diatomee e batteri, alcuni dei quali apparentemente in grado di degradare la materia plastica e gli idrocarburi. In esso si trovano anche agenti potenzialmente patogeni, come batteri del genere vibrio. La plastica, a causa della sua superficie idrofobica, presenta una maggior resistenza alla degradazione e si presta a essere ricoperta da strati di colonie microbiche.
Gli effetti per l’ambiente non sono stati ancora studiati in maniera approfondita e appaiono di difficile valutazione data l’estensione del fenomeno e le scale temporali associate, ma sono probabilmente importanti. Si pensa soprattutto alle alte concentrazioni di PCB (molto tossici e probabilmente cancerogeni) che possono entrare nella catena alimentare visto che i filamenti plastici sono difficilmente distinguibili dal plancton e quindi ingeriti da organismi marini, ma anche alla capacità della microplastica di fornire un supporto alla proliferazione di colonie microbiche di patogeni. Più in generale, è preoccupante la presenza di rifiuti pervasivi e tossici, in un ecosistema fondamentale, durante periodi di decine o centinaia di anni.

## Azioni di sensibilizzazione
Nel 2012 lo studente di ingegneria Boyan Slat ha ideato un concept finalizzato alla pulitura degli oceani dalla plastica: The Ocean Cleanup che è cominciato nel 2018  . Secondo gli studi effettuati dal suo team il processo di pulitura sarebbe praticamente a costo zero, poiché realizzato sfruttando la luce solare, l'energia delle correnti marine e mediante il riciclo a terra dei materiali raccolti.
L'11 aprile 2013 l'artista Maria Cristina Finucci ha fondato il Garbage Patch State pronunciando il discorso di insediamento alla presenza della Direttrice Generale dell'UNESCO Irina Bokova .

## Altre isole oceaniche di rifiuti
A seguito di ricerche condotte con una serie ventennale di crociere scientifiche svolte fra il Golfo del Maine e il Mar dei Caraibi, la ricercatrice Kara Lavender Law ha riscontrato anche nell'oceano Atlantico un'elevata concentrazione di frammenti plastici in una zona compresa fra le latitudini di 22°N e 38°N, corrispondente all'incirca al Mar dei Sargassi. Simulazioni al computer hanno individuato due altre possibili zone di accumulo di rifiuti oceanici nell'emisfero meridionale: una nell'oceano Pacifico a Ovest delle coste del Cile e una seconda allungata tra l'Argentina e il Sudafrica attraverso l'Atlantico.
Un sesto accumulo di rifiuti potrebbe essere in corso di formazione nel mare di Barents, col rischio di un suo spostamento nel mar Artico .
La prima mappatura delle isole di plastica negli oceani è di luglio 2014 ed è stato pubblicato su Proceedings of the National Academy of Sciences.